# Tungufljót (Árnessýsla)
Das Tungufljót ist ein Quellfluss im Süden Islands.
Der Fluss entspringt nahe dem Sandvatn und ist dreimal überbrückt. Über die nördlichste Brücke führt die Biskupstungnabraut , die zweite ist nördlich des Wasserfalls Faxi und die dritte liegt nahe dem Ort Reykholt. Etwas weiter mündet das Tungufljót in die Hvítá.